# Yamina Zoutat
Yamina Zoutat est une réalisatrice, scénariste et directrice de la photographie née le 30 mai 1970 à Yverdon-les-Bains (Suisse), de père algérien et de mère italienne.

## Formation
Yamina Zoutat vient à Paris en 1990 pour faire des études d’histoire puis de journalisme au CELSA – Sorbonne Université. Embauchée comme spécialiste de la justice et chroniqueuse judiciaire au sein de la rédaction de TF1, elle suit pendant plus de dix ans, de 1994 à 2005, les grands procès pour le journal télévisé : Jean-Claude Romand, Maurice Papon, Florence Rey, attentat du RER Saint-Michel, sang contaminé, Guy Georges, Patrice Alègre, Christine Malèvre, les frères Jourdain, Patrick Dils, Outreau, Marc Dutroux et autres affaires criminelles. La cour d’assises est son « école de cinéma »,.
Elle est l’un des protagonistes du film Audiences, des journalistes au procès de Maurice Papon, de Rafael Lewandowski, sorti en 2000.

## Cinéma
À la suite de l’Atelier Documentaire de La Fémis auquel elle participe en 2006, Yamina Zoutat écrit, réalise, fait l’image, le son et la voix de son premier film, Les Lessiveuses, un moyen-métrage documentaire sorti en 2010. Elle consacre ce film aux mères qui font la lessive pour leur fils condamné à une longue peine de prison. Le film reçois le Prix de la Création aux Visions du Réel et est présenté au Festival International Jean Rouch.
En 2017 elle réalise son premier long-métrage documentaire, Retour au Palais, dans lequel elle revisite le Palais de Justice de Paris, qu'elle a fréquenté pendant des années en tant que chroniqueuse judiciaire, à la veille de son déménagement. Le film est récompensé aux Visions du Réel et est présenté dans de nombreux festivals internationaux.
Présenté au Cinéma du Réel en 2023, son second long-métrage, Chienne de rouge, explore la question du sang sous différents aspects : symbolique, médical, juridique, social. Ce film est également présenté dans de nombreux festivals internationaux.

## Opéra
Yamina Zoutat signe le livret des Lessiveuses, un opéra contemporain tiré de son film éponyme et réalise la création vidéo pour la scène. Le spectacle, mis en scène par Christian Gangeron sur une musique de Thierry Machuel, fait sa première à Paris, à la Maison des Métallos, en mai 2014.

## Films documentaires
- Audiences, 2000, film documentaire de Rafael Lewandowski (protagoniste du film)
- Les Lessiveuses, 2010, film documentaire, prix de la création au festival Visions du Réel en 2011 (auteur-scénariste, réalisatrice, cheffe-opératrice)
- Retour au Palais, 2017, film documentaire, prix du meilleur long-métrage suisse festival Visions du Réel en 2017 (auteur-scénariste, réalisatrice, cheffe-opératrice).
- Chienne de rouge, 2023, film documentaire, Compétition festival Cinéma du Réel 2023 (scénariste, réalisatrice, cheffe-opératrice).

## Autres
- Opéra Les Lessiveuses, 2013, musique de Thierry Machuel
- Livre Les Lessiveuses, 2014, éditions Michel De Maule